# LUNA NG
A LUNA NG egy pilóta nélküli repülőeszköz (UAV/UAS), amelyet a német Rheinmetall konszern fejleszt és gyárt. Az elsősorban felderítési feladatok ellátására kifejlesztett mintegy 110 kilogrammos drónt a német Bundeswehr alkalmazza, de Ukrajna hadereje is kapott ismeretlen mennyiséget belőle.

## Kialakítása és jellemzői
Az 5,34 méteres szárnyfesztávolságú LUNA NG drón indíthat katapultból, de a legújabb változata képes önállóan vertikálisan felszállni emelő légcsavarok segítségével. A landolás történhet ejtőernyővel, vagy befogóhálóval illetve a legújabb változata képes önállóan vertikálisan leszállni. A LUNA NG maximális hatótávolsága 100-150 km közé tehető, amelynek csak a földi adatkapcsolat szab határt. Maga a repülőeszköz akár 8-12 órát is levegőben tölthet 90 km/h utazó sebességgel, így műholdas adatkapcsolat esetén akár többszörösére nőhet az elérhető területek távolsága.
A felderítő drónoknál szokásos elektrooptikai felderítő rendszer mellett a LUNA NG változattól függően 20-30 kg hasznos terhet hordozhat. Ezek lehetnek elektronikai felderítő berendezések, de kisebb sikló bombák is.  Utóbbi célra a Rheinmetall 10 kg tömegű irányított siklóbombákat fejleszt RDB10 néven, amely hatótávolsága a kioldási magasság függvényében 5-10 km.

## Alkalmazók
Németország – 13 teljes rendszert rendeltek, rendszerenként 5 drónnal. A megrendelés értéke összesen 290 millió EUR.
 Ukrajna – 2023-ban  ismeretlen mennyiségű NG rendszer került támogatásként az Ukrán Fegyveres Erőkhöz.